# These Days (canción de Bon Jovi)
«These Days» (en castellano, Estos días), es una canción de la banda de hard rock Bon Jovi, incluida en el álbum These Days (1995), lanzado como su cuarto sencillo. Esta canción es considerada una obra maestra por parte de los seguidores de Bon Jovi y de la música rock en general, tema hard roquero por excelencia con tintes alternativos, destacan los magistrales solos de Richie Sambora. Sencillo muy exitoso en Asia, Europa y Latinoamérica, sin embargo  fue muy criticada por cierto sector de fanáticos debido a los cambios musicales que sufrió la banda. Aun así es muy solicitada por los fanes en los conciertos. Un éxito de la música rock de los noventa. Alcanzó el número 7 en la lista de sencillos del Reino Unido, mientras que en la lista UK Rock & Metal Singles Chart obtuvo el primer lugar, siendo este su 4° número #1 en esta lista.
Esta canción fue tocada en el mítico Wembley Stadium de Londres, todo y que no fue incluida en Live from London, sino que utilizaron clips del concierto junto al audio de estudio, como promoción de dicho directo filmado.
Esta canción empieza con una introducción de piano por parte de David Bryan, seguida de unos estribillos de guitarra por parte de Richie Sambora. Seguidamente, después del riff introductorio, Jon Bon Jovi entra con su voz y guitarra rítmica y seguidamente Tico Torres, con la batería. Es una de las pocas canciones donde Jon Bon Jovi toca la armónica en el grupo. Un dato a destacar de esta canción es que a veces, en directo es cantada por Richie Sambora, como en el concierto de Tokio (2008), de la gira de Lost Highway.

## Vídeo musical
En el vídeo musical fue dirigido por Steven Kirlys. En él, se muestran imágenes de la banda en Indonesia. En ellas, se ve a la banda interpretando la canción en escaparates, en la calle, en conciertos en dicho país, etc. En él también, se intercalan imágenes de pobreza, de gente pobre mostrando sonrisas, demostrando que la vida sigue adelante.

## Letra de la canción
Al igual que en todas las canciones de este álbum, la letra de esta canción supuso un cambio respecto a anteriores letras. Las letras de este disco de caracterizan por ser de un aspecto más oscuro respecto a sus anteriores letras. Canciones como Hey god (en castellano,Oye Dios), en la que la banda cuestiona a Dios su poder y autenticidad, o Dammed (Maldito, en castellano), son un claro ejemplo de oscuridad en las letras. These days relata la sociedad de los 90', dura, pobre...
Encontramos fragmentos de muestra de tal oscuridad como: ''Jimmy shoes busted both his legs, trying to learn to fly,from a second story window,he just jumped and closed his eyes,his momma said he was crazy,he said- "momma, i've got to try",don't you know that all my heroes died? and i guess i'd rather die than fade away''. En castellano: ''Jimmy Shoes se rompió las dos piernas intentando aprender a volar , desde la ventana de un segundo piso, saltó y cerró los ojos  Su madre le dijo que estaba loco - él dijo "mamá tengo que intentarlo"  ¿Es que no sabes que todos mis héroes murieron?  Y supongo que prefiero morir a consumirme lentamente''. Como vemos, en ella relata un suicidio.
La revista Smash Hits aseveró que la canción es una balada de rock acelerada, sobre personas que viven vidas tristes y quieren superarse. Incluso hace una referencia al pasar sobre Kurt Cobain.

## Posicionamiento en listas
| Lista (1996)                           | Mejor posición |
| -------------------------------------- | -------------- |
| Alemania (Media Control AG)            | 61             |
| Australia (ARIA)                       | 38             |
| Escocia (Scottish Singles Sales Chart) | 8              |
| Eurochart Hot 100                      | 40             |
| Irlanda (IRMA)                         | 22             |
| Japón (Oricon)                         | 37             |
| Países Bajos (Dutch Top 40)            | 33             |
| Reino Unido (UK Singles Chart)         | 7              |
| Reino Unido (UK Rock & Metal)          | 1              |
| Suiza (Schweizer Hitparade)            | 31             |